# Kiyomizu-dera (Katō)

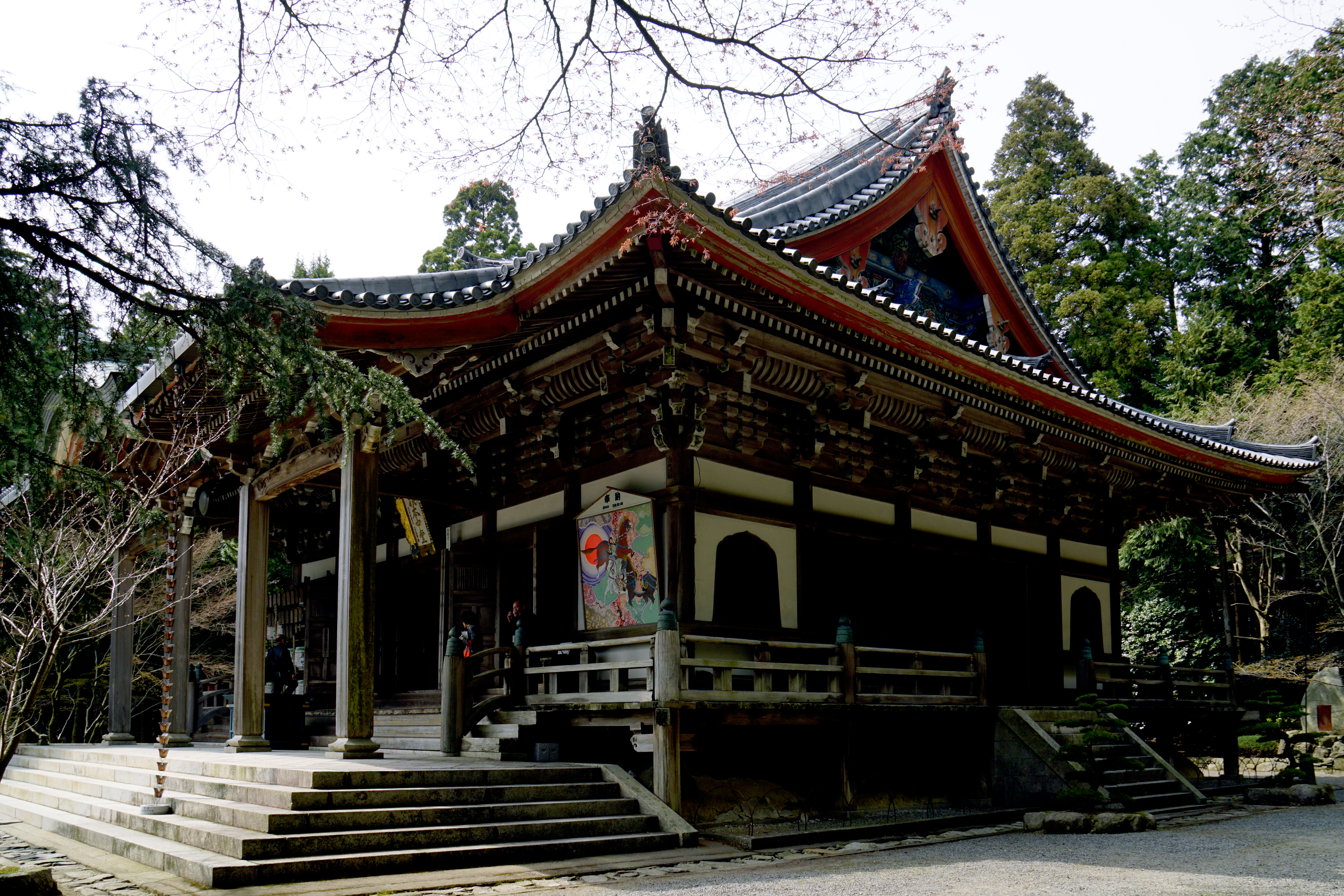
Haupthalle

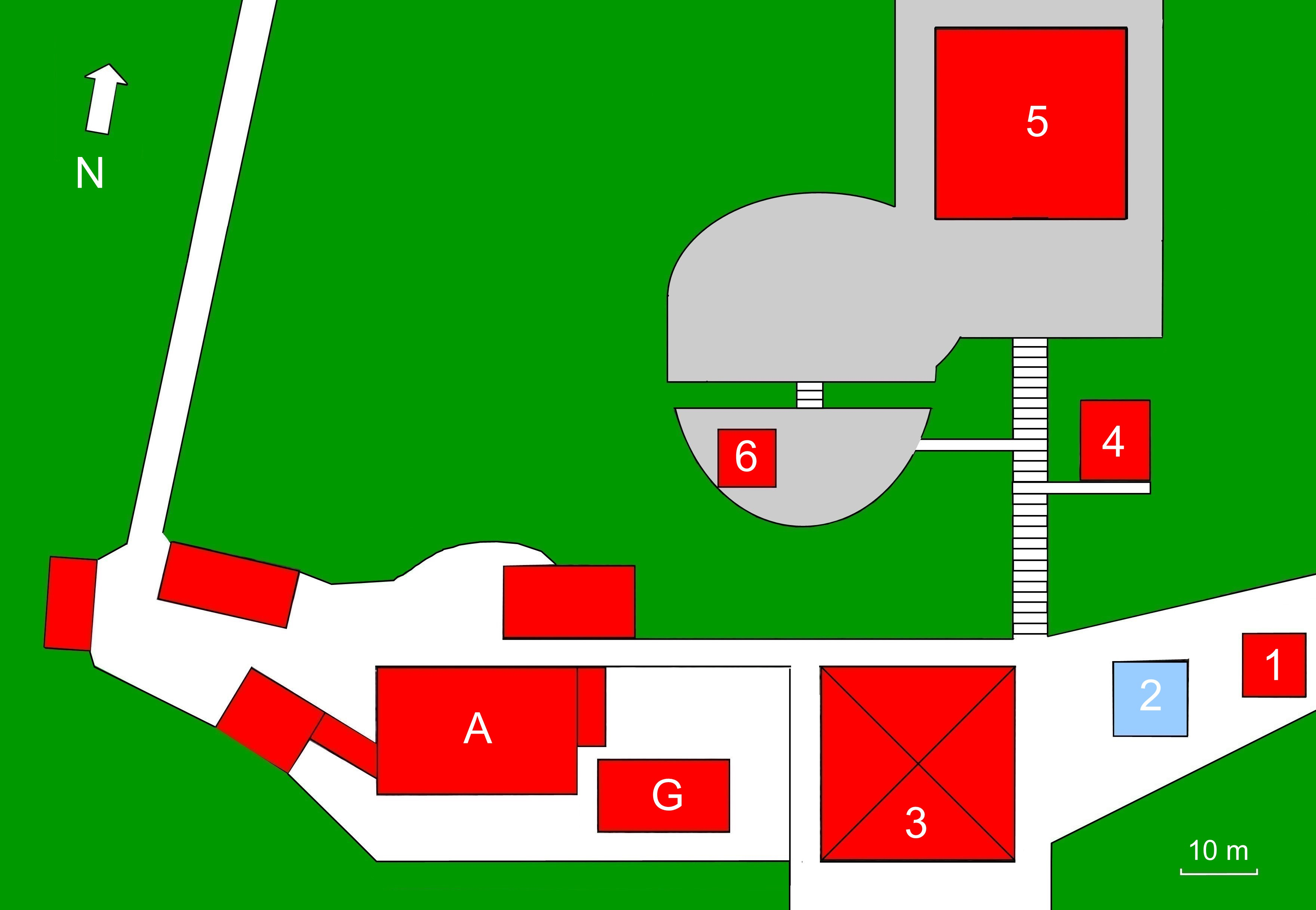
Plan des Tempels (s. Text)

Der Kiyomizu-dera (japanisch 清水寺) mit dem Bergnamen Ontake-san (御嶽山) in der Stadt Katō (Präfektur Hyōgo) ist ein Tempel der Tendai-Richtung des Buddhismus. Er ist in der traditionellen Zählung der 24. Tempel des Saigoku-Pilgerwegs und liegt auf 500 m Höhe in den Bergen. Um ihn vom 16. Tempel des Saigoku-Pilgerwegs, dem Kiyomizu-dera in Kyoto zu unterscheiden, wird er auch Banshū Kiyomizu-dera genannt.

## Geschichte
Der Überlieferung nach wurde der Tempel auf Wunsch der Kaiserin Suiko im Jahr 627 von Priester Hōdō gegründet, der dafür eine elfgesichtige Kannon im Verfahren Ittō Sanrei schnitzte. 1913 brannte der Tempel ab, 1917 war er weitgehend wieder hergestellt. Nicht wieder aufgebaut wurde die Schatzpagode (多宝塔 Tahōtō) auf der Höhe hinter der Haupthalle.

## Die Anlage
Von Osten her kommend passiert man das in Rot gehaltene Tempeltor (山門 Sanmon), das hier als Turmtor mit den beiden Tempelwächtern rechts und links von Durchgang, also als Niō-Tor (仁王門 Niō-mom) ausgeführt ist. Man steigt zum Tempelbereich hoch und trifft dann als erstes auf die Yakushi-Halle (薬師堂 Yakushi-dō; 1 im Plan) links am Weg. Danach sieht man links ein Wasserbecken, Hōjō-ike (放生池 ‚Teich der Freilassung‘; 2). Dahinter erhebt sich die große, mit einem Pyramidendach versehene Große Lehrhalle (大講堂 Daikōdō; 3). Auf der rechten Seite führt eine lange Treppe hoch zur Haupthalle, wobei man auf der halben Höhe rechts den Jizō-Pavillon (地蔵堂 Jizō-dō; 4) und links auf einem Absatz den Glockenturm (鐘楼 Shōrō; 6) sieht. Oben steht die Haupthalle (本堂 Hondō; 5), die hier Konpon-chūdō (根本中堂) genannt wird.
Hinter der Großen Lehrhalle erstreckt sich das Abt- und Mönchsquartier (A). dort befindet sich auch ein Gästehaus für Pilger (G).

## Tempelschätze
Als Wichtiges Kulturgut Japans sind registriert ein Satz von drei großen Schwertern (大刀 三口 Daitō sankō) aus der Heian-Zeit und die Hokke-Sutra in großen Buchstaben, fünfter Band (大字法華経 巻第五 Daiji Hokke-kyō maki daigo).
Als Materielles Kulturgut (有形文化財 Yūkei bunkazai) Japans sind registriert die Kompon-Chūdō, die Daikōdō, der Glockenturm, das Abtquartier und das Gästehaus.

## Bilder

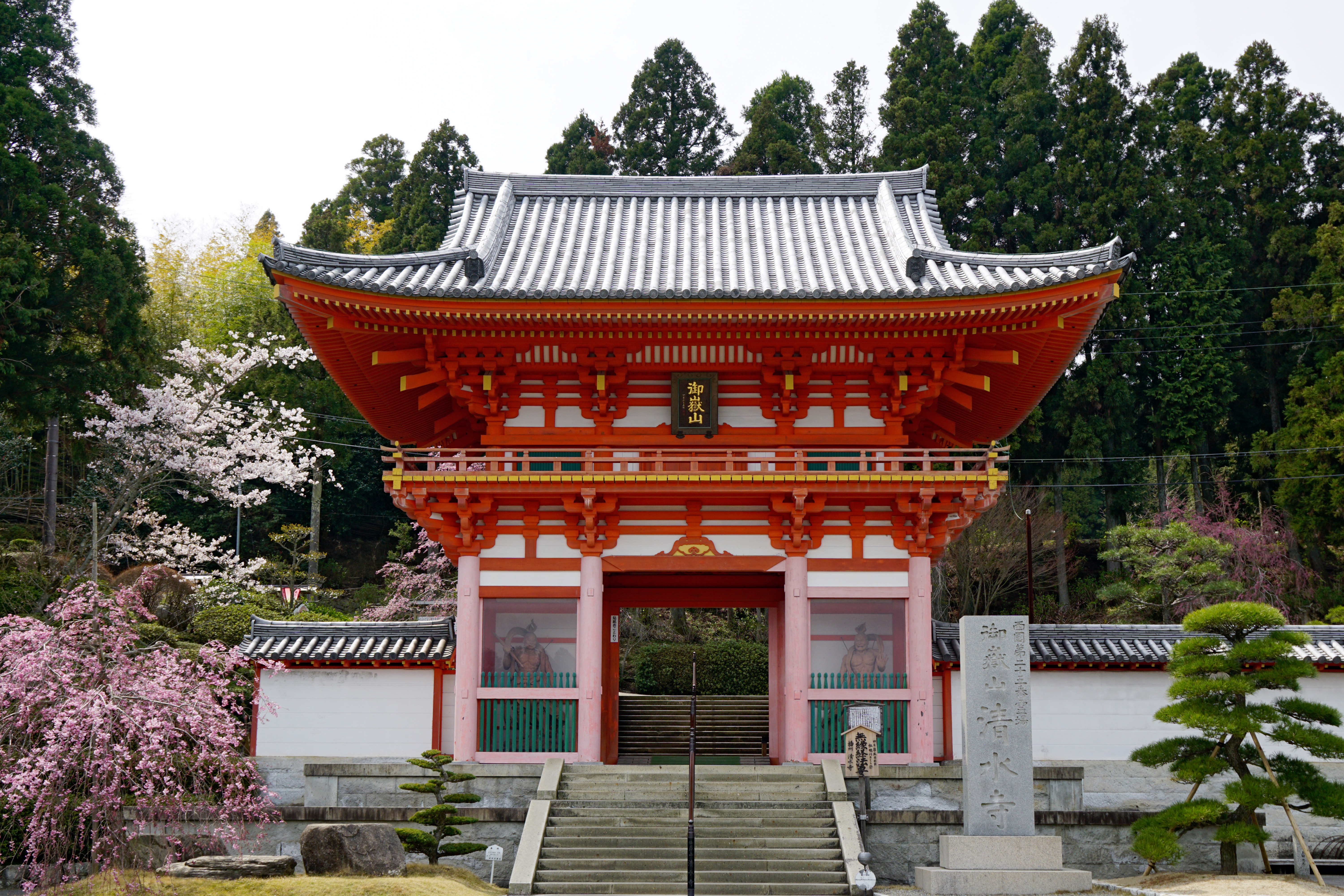
Niō-Tor
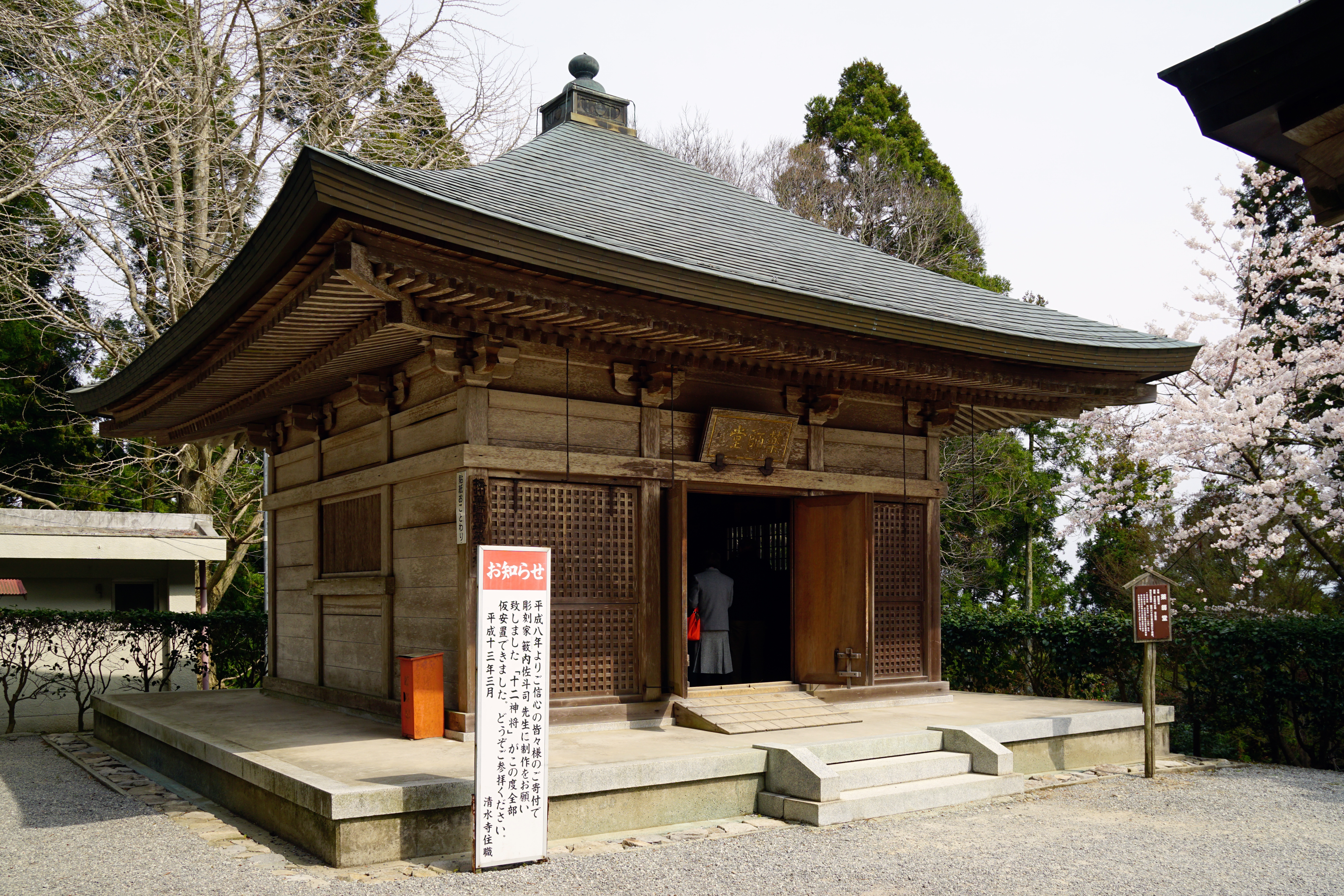
Yakushi-dō
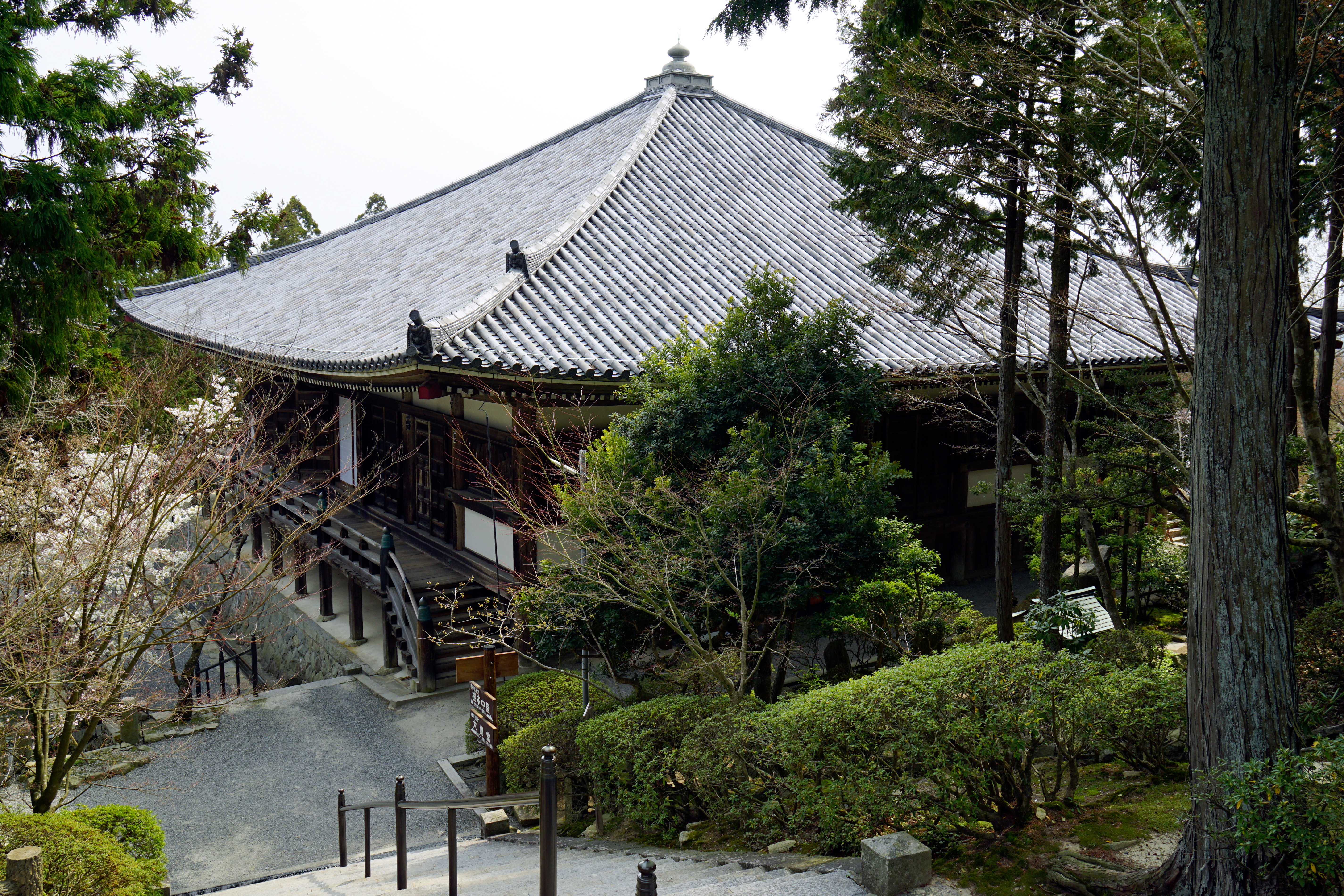
Dai kōdō
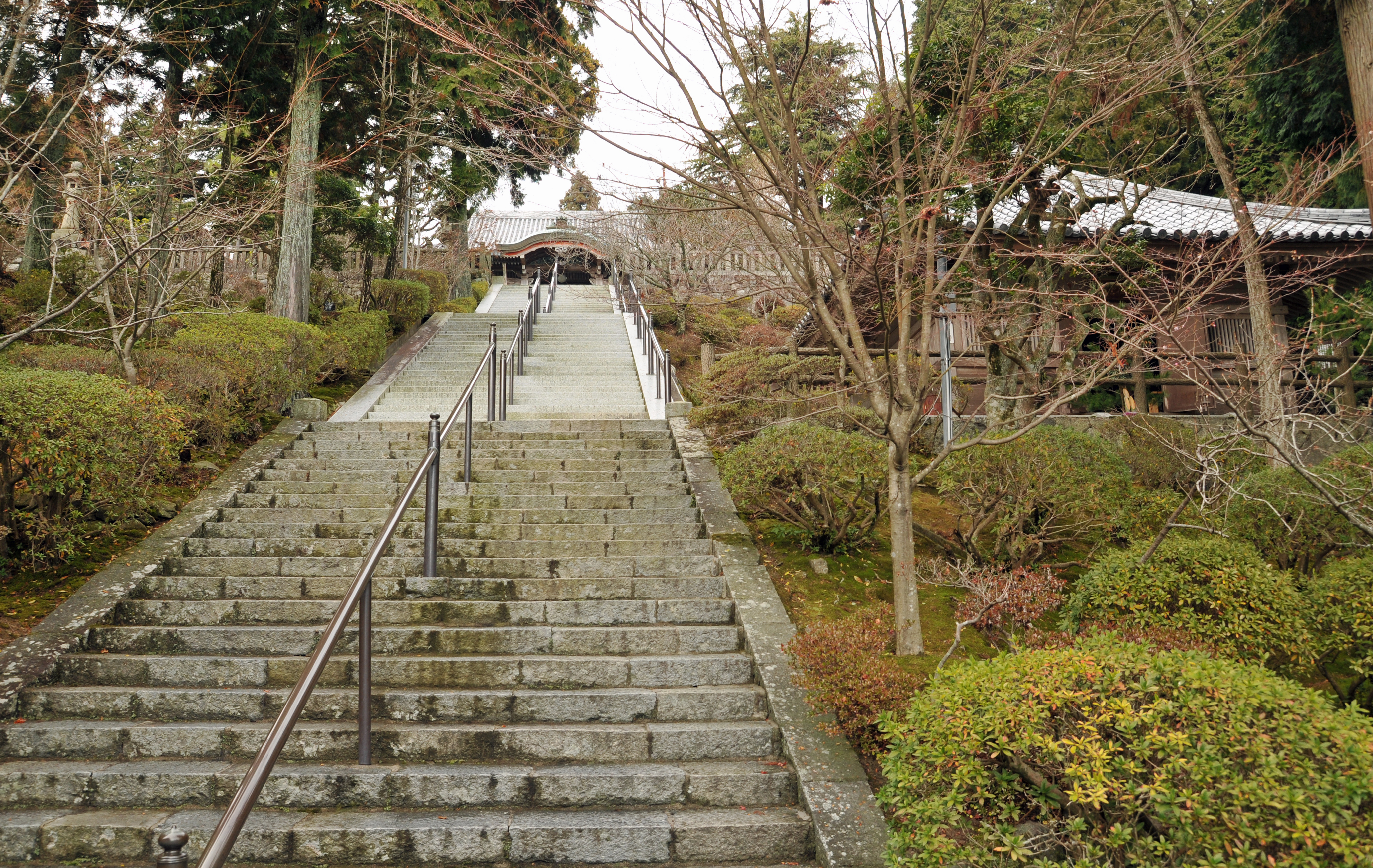
Treppe zur Haupthalle
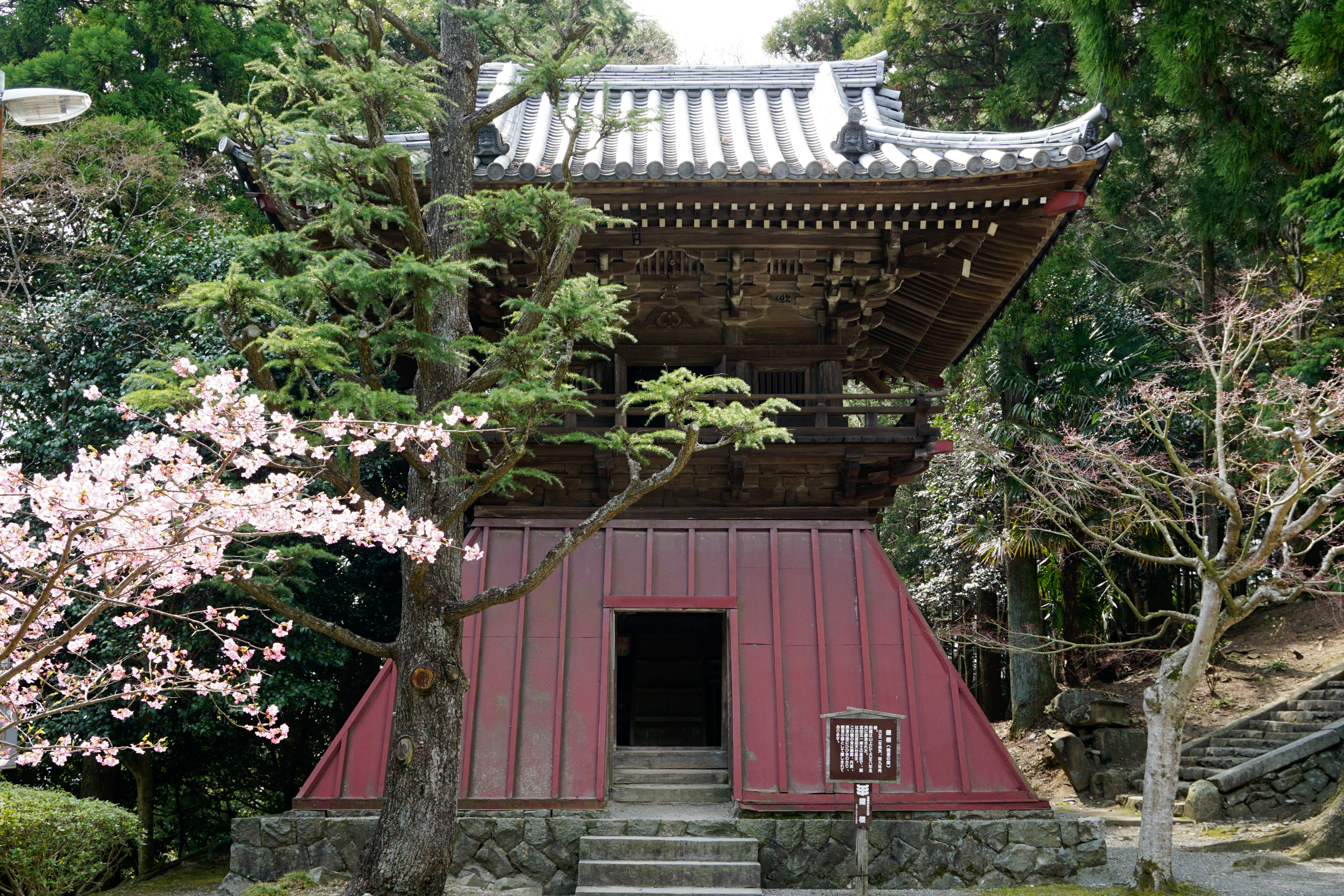
Glockenturm
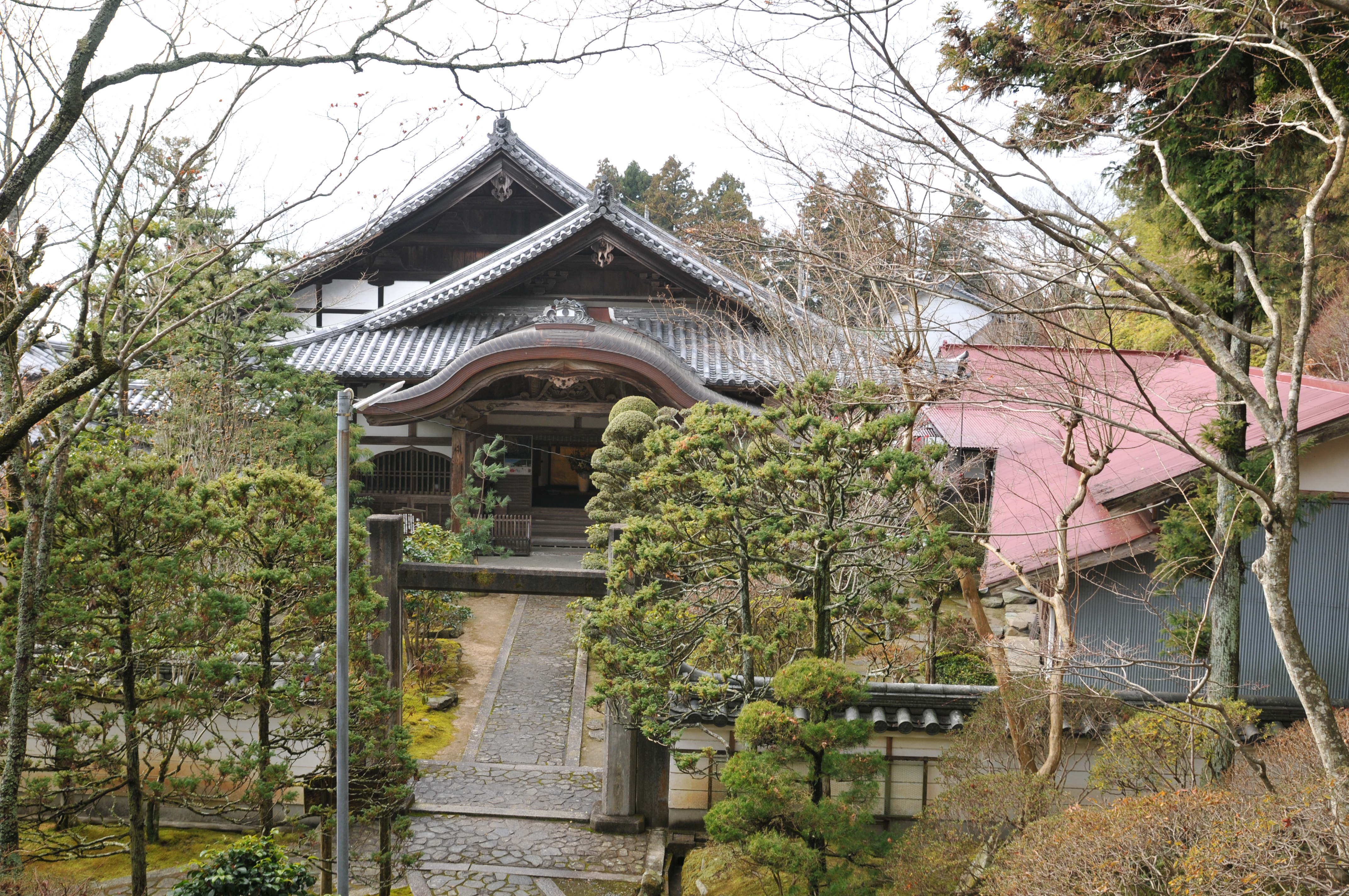
Abtquartier